# ادواردو فرانکو
ادواردو فرانکو (انگلیسی: Eduardo Franco؛ زادهٔ ۲۹ اوت ۱۹۹۴) بازیگر و کمدین اهل ایالات متحده آمریکا است. او بیشتر به خاطر ایفای نقش در مجموعه‌های نتفلیکس چیزهای عجیب و تخریبگر آمریکایی و فیلم بوک اسمارت شناخته می‌شود. او همچنین عضو گروه موسیقی دونفرهٔ Dumb Bitches w/ Internet به همراه نوتیک نیکسون است.

## اوایل زندگی
فرانکو زادهٔ یوما، آریزونا، ایالات متحده آمریکا است. او در خانواده‌ای از طبقه کارگر با پدر و مادری مکزیکی بزرگ شد.